# Samuel J. Barrows

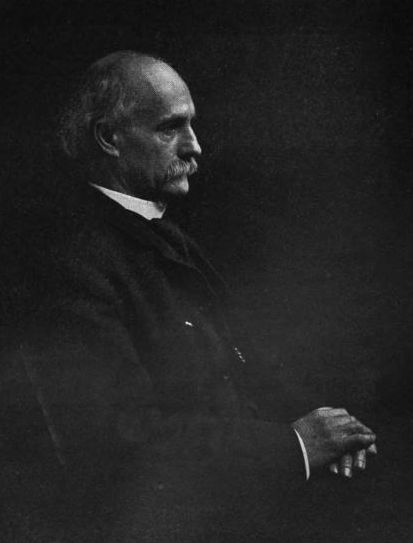
Samuel J. Barrows

Samuel June Barrows (* 26. Mai 1845 in New York City; † 21. April 1909 ebenda) war ein US-amerikanischer Politiker. Zwischen 1897 und 1899 vertrat er den Bundesstaat Massachusetts im US-Repräsentantenhaus.

## Werdegang
Samuel Barrows besuchte die öffentlichen Schulen seiner Heimat und danach bis 1871 die Harvard Divinity School. In dieser Zeit war er in Boston als Journalist für die Zeitung New York Tribune tätig. In den Jahren 1873 und 1874 nahm er an zwei Indianerfeldzügen teil. Dabei diente er im Jahr 1874 unter General George Armstrong Custer. Von 1876 bis 1881 war Barrows Pastor in Dorchester, einem Vorort von Boston. Danach gab er 16 Jahre lang die Zeitung Christian Register heraus. In den Jahren 1895, 1900 und 1905 war er amerikanischer Vertreter auf einer internationalen Gefängniskonferenz; 1910 leitete er diese Veranstaltung. Politisch wurde er Mitglied der Republikanischen Partei.
Bei den Kongresswahlen des Jahres 1896 wurde Barrows im zehnten Wahlbezirk von Massachusetts in das US-Repräsentantenhaus in Washington, D.C. gewählt, wo er am 4. März 1897 die Nachfolge von Harrison Henry Atwood antrat. Da er im Jahr 1898 nicht bestätigt wurde, konnte er bis zum 3. März 1899 nur eine Legislaturperiode im Kongress absolvieren. Diese war von den Ereignissen des Spanisch-Amerikanischen Krieges geprägt. Zwischen 1899 und 1909 war Samuel Barrows Sekretär der New York Prison Association. Er starb am 21. April 1909 in New York.